# Jack Pinney
Jack Pinney je americký bubeník a jeden ze zakládajících členů rockové skupiny Iron Butterfly, ze které odešel ještě před vydáním jejich debutového alba Heavy. Ve skupině ho nahradil Bruce Morse. Skupinu opustil poté, co se ze San Diega přestěhovala do Los Angeles. Později působil ve skupině Glory.